# Distretto di Qobustan
Il distretto di Qobustan (in azero: Qobustan rayon) è un distretto dell'Azerbaigian. Il suo capoluogo è Qobustan.